# Fédération Internationale des Géomètres
Die Fédération Internationale des Géomètres (FIG; deutsch Internationale Vereinigung der Vermessungsingenieure) ist ein weltweiter Dachverband der Vermessungsingenieure – hauptsächlich für jene Geodäten, die als privatrechtliche Ziviltechniker tätig sind.
Die FIG wurde 1878 von Berufsorganisationen aus den Ländern Belgien, Deutschland, Frankreich, Großbritannien, Italien, Spanien und Schweiz gegründet und fördert vor allem die internationale Kooperation des Vermessungswesens und seiner Berufsorganisationen, die interdisziplinäre Kooperation der Geodäsie mit anderen Geowissenschaften und den technischen Fortschritt, u. a. durch eigene Kommissionen, Kongresse, Workshops und Publikationen. Außerdem strebt sie gemeinsame Standards in der Berufspraxis und der Ausbildung an Fach- und Hochschulen an.
Der Dachverband ist eine von der UNO anerkannte nichtstaatliche Organisation und arbeitet in deren Entwicklungsprogrammen mit (UN-Habitat, FAO).

## Arbeitsweise
Die FIG ist in 10 Kommissionen unterteilt, die je einen Arbeitsbereich abdecken (kursiv der jeweilige Vorsitzende):
- Kommission 1: Berufliche Praxis; Klaus Rürup (Deutschland)
- Kommission 2: Berufliche Ausbildung; Professor Pedro Cavero (Spanien)
- Kommission 3: Management raumbezogener Informationen; Gerhard Muggenhuber (Österreich)
- Kommission 4: Hydrographie; Adam Greenland (Großbritannien)
- Kommission 5: Positionierung und Vermessung; Matthew B. Higgins (Australien)
- Kommission 6: Ingenieurvermessung; Svend Kold Johansen (Dänemark)
- Kommission 7: Kataster und Landmanagement; Professor Paul van der Molen (Niederlande)
- Kommission 8: Raumplanung und Entwicklung; Paul Lohmann (Niederlande)
- Kommission 9: Wertermittlung und Liegenschaftsverwaltung; Stephen Yip (Hongkong, China)
- Kommission 10: Bauwirtschaft und Management; Philip Shearer (Großbritannien)

Internationale Projekte sind ein Multi-Linguales Fach-Wörterbuch, Geschichte der Geodäsie und Stipendien für Entwicklungsländer.

## Kooperationspartner
Wichtige internationale Kooperationspartner sind ferner der Internationale Wissenschaftsrat (ICSU) und verschiedene fachliche Organisationen. Dazu zählen u. a. folgende Vereinigungen:
- Internationale Assoziation für Geodäsie (IAG),
- Internationale Union für Geodäsie und Geophysik (IUGG),
- Internationale Vereinigung für Kartographie (ICA),
- Internationale Hydrographische Organisation (IHO),
- Internationale Gesellschaft für Photogrammetrie und Fernerkundung (ISPRS) und die
- Internationale Gesellschaft für Markscheidewesen (ISM).

Weitere Partner finden sich in Berufsvereinigungen, die die Arbeit der Vermessungsingenieure ergänzen. Dazu zählen
- der Internationale Rat für Bauwissenschaft (CIB),
- die Internationale Vereinigung der Immobilienmakler (FIABCI),
- der Internationale Rat für Projektbewertung (ICEC) und
- der Internationale Verband für Wohnungswesen, Städtebau und Raumordnung (IVWSR).

Die International Geodetic Student Organisation (IGSO) ist als Partner das Bindeglied zu Geodäsie-Studierenden.

## Mitglieder
Die Mitglieder der FIG sind 79 Landesverbände (230.000 Geodäten), einige Institutionen sowie Einzelmitglieder. Sie arbeiten in 9 Kommissionen mit, die von Fachleuten der Verbände beschickt werden. Der DVW ist der deutsche Mitgliedsverband der FIG.
Von deren Ergebnissen sind u. a. einige Definitionen von allgemeiner Wichtigkeit – etwa jene über Geo- und Landinformationssysteme (LIS) der Kommission 3.